# Głodny Kawenczynek
Głodny Kawenczynek – część wsi Kawęczynek w Polsce położonej w województwie mazowieckim, w powiecie piaseczyńskim, w gminie Konstancin-Jeziorna.
W latach 1975–1998 miejscowość administracyjnie należała do województwa warszawskiego.